# الکامل و الوافی

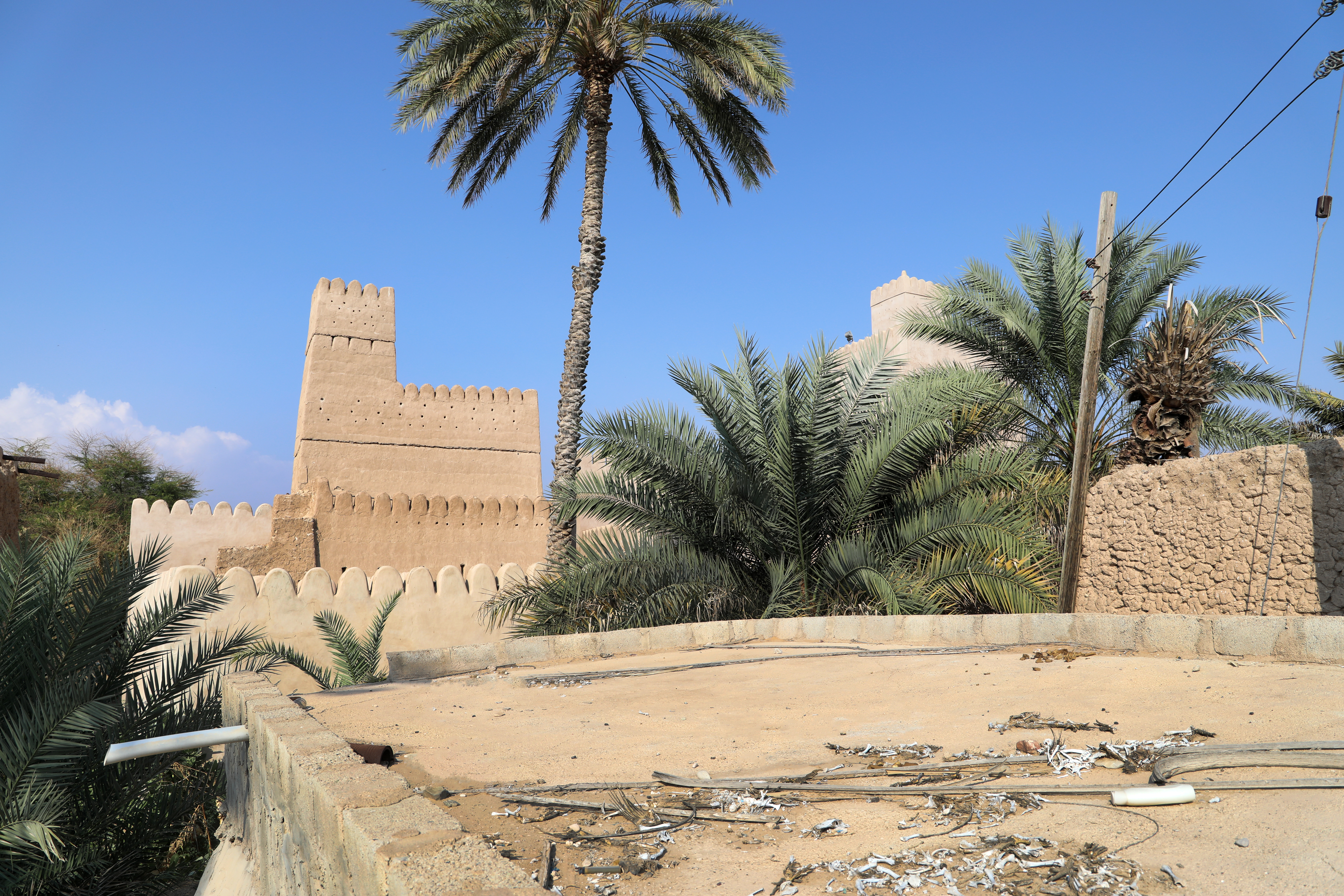
الکامل و الوافی

شهر الکامل و الوافی (به عربی: الکامل والوافی) یکی از شهرستانهای منطقه شرقی در کشور عمان واقع شده‌است. جمعیت این شهر ۲۰٫۱۷۶ نفر است.

## جمعیت
جمعیت آن در حدود ۲۳۷۳۸ هزار نفر می‌باشد.